# اومدالن اسکولپتورپارک
اومدالن اسکولپتورپارک (به سوئدی: Umedalen skulpturpark) یک نمایشگاه هنری در شهر اومئو، سوئد است.
این نمایشگاه برای اولین بار در سال ۱۹۹۴ میلادی با موضوع مجسمه‌های هنری و سنگی برگزار شده است اما هم‌اکنون به یک نمایشگاه دائمی تبدیل شده است.

## نگارخانه

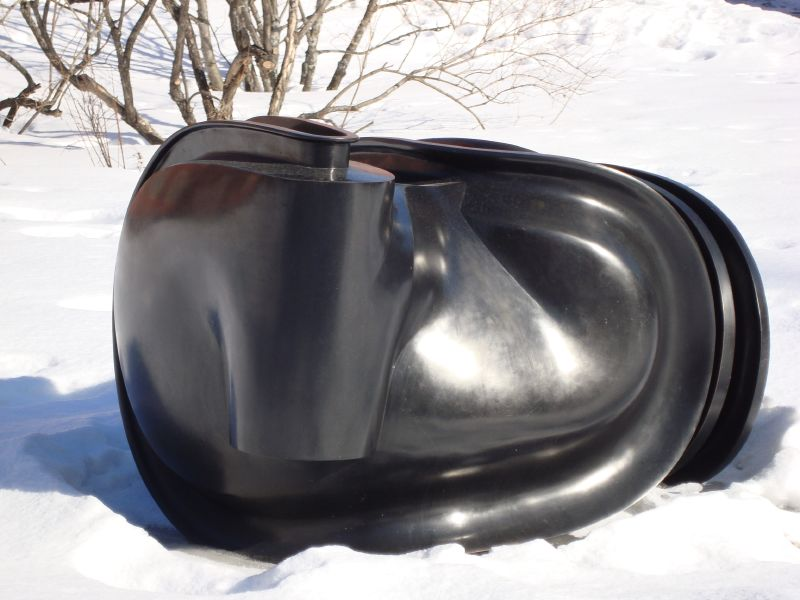
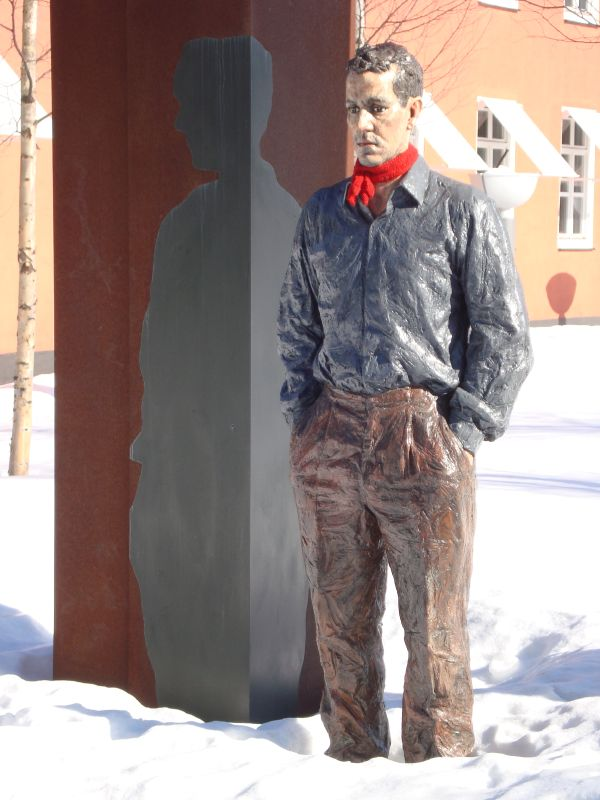
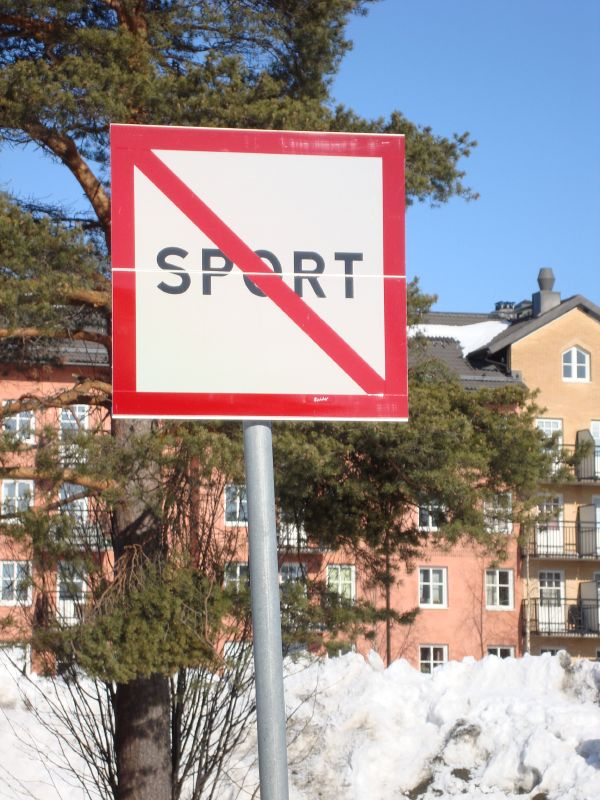
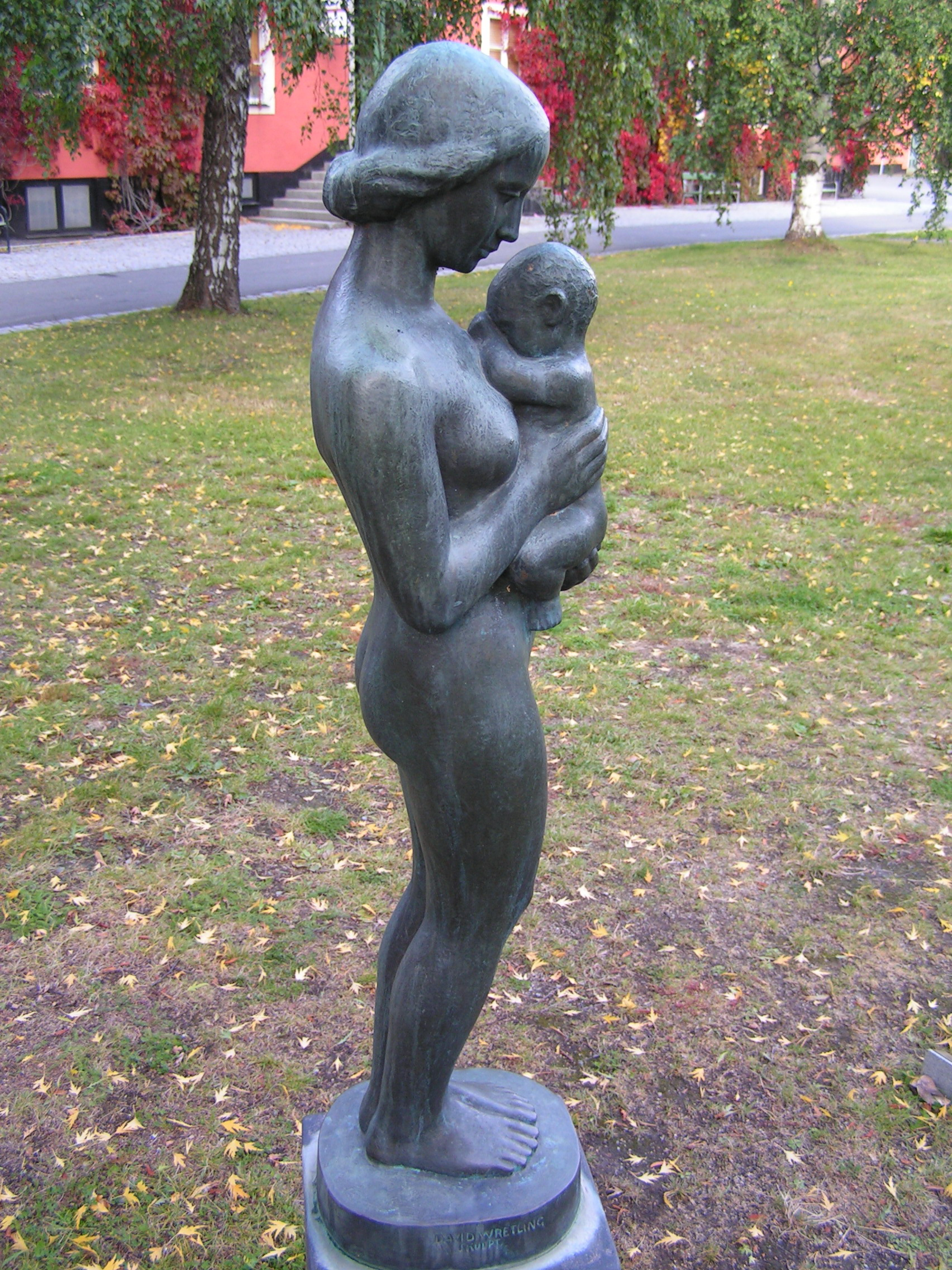
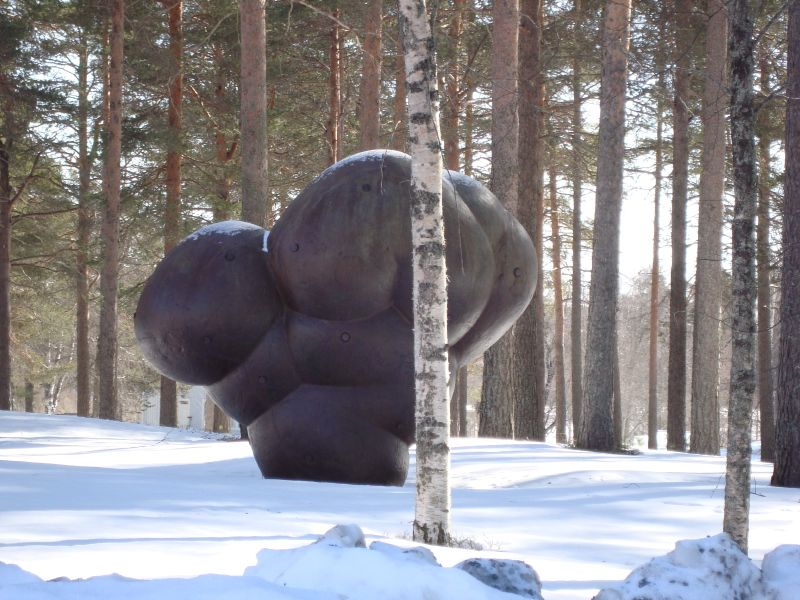
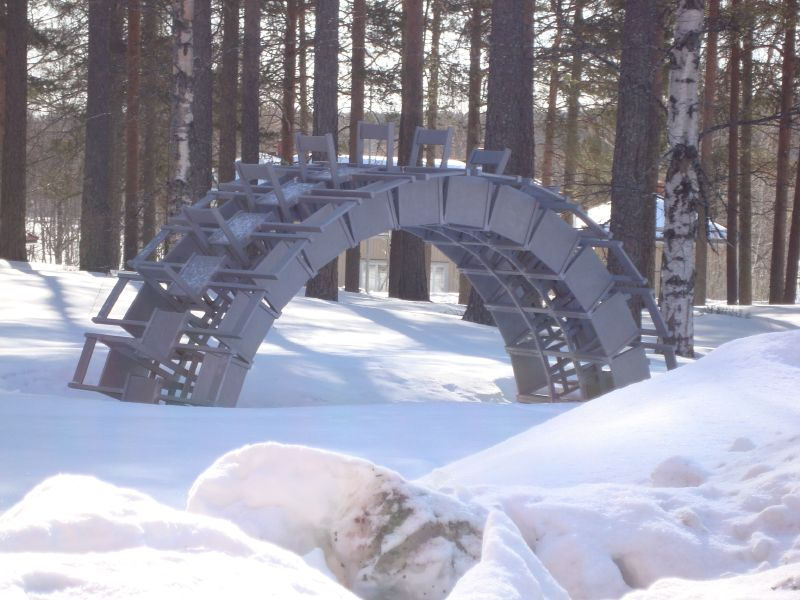
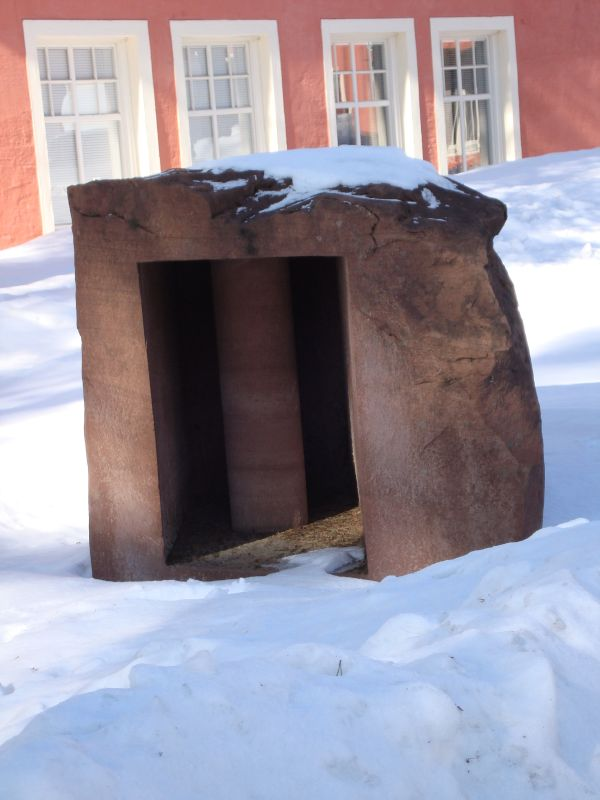